# 330
330 (CCCXXX) fue un año común comenzado en jueves del calendario juliano, en vigor en aquella fecha.
En el Imperio romano, el año fue nombrado como el del consulado de Galicano y Tuliano, o menos comúnmente, como el 1083 Ab Urbe condita, adquiriendo su denominación como 330 a principios de la Edad Media, al establecerse el anno Domini.

## Acontecimientos
- 11 de mayo: Constantino I el Grande traslada la capital del Imperio Romano a la antigua colonia griega de Bizancio, llamada más tarde Constantinopla (actual Estambul).[1]
- Se crea la cultura romano cristiana.

## Nacimientos
- Basilio el Grande, obispo de la Iglesia Ortodoxa.
- Gregorio de Nicea, creador de la teoría de la «apocatástasis», consistente en la reconstrucción de la condición feliz y divina, como fue en el principio.[1]

## Fallecimientos
- Aquilo, obispo romano.
- Basilina, noble romana.
- Flavia Julia Constancia, emperatriz romana.
- Tiridates III de Armenia, fundador de la Iglesia Armenia (fecha aproximada).